# Tiantishan-Grotten
Die Tiantishan-Grotten (chinesisch 天梯山石窟, Pinyin Tiāntī shān shíkū, englisch Tiantishan Grottoes), die auch als Grotten im Tianti-Gebirge in Wuwei (武威天梯山石窟,  Wǔwēi Tiāntī shān shíkū, englisch The Grottoes in the Tianti Mountain, Wuwei), Liangzhou-Grotten (凉州石窟,  Liángzhōu shíkū, englisch Liangzhou Grottoes) oder Tiantishan-Grotten von Liangzhou (凉州天梯山石窟,  Liángzhōu Tiāntī shān shíkū, englisch Liangzhou Tiantishan Grottoes) bezeichnet werden, befinden sich auf dem Gebiet der bezirksfreien Stadt Wuwei, Provinz Gansu, China. Es sind relativ frühe chinesische buddhistische Höhlentempel.
Die Grotten der Klosteranlage werden auch (天佛寺石窟,  Tiānfósì shíkū) oder Tempelkloster des Großen Buddha (大佛寺,  Dàfó sì) genannt. Sie befindet sich am Huangyang-Fluss (Huangyang He 黄羊河), ca. 60 km südlich von Wuwei am östlichen Ende des Hexi-Korridors. 
Die frühesten Höhlen wurden in der Zeit der Nördlichen Liang gegraben. In der Anlage befinden sich Wandgemälde aus der Zeit der Nördlichen Wei, Nördlichen Zhou, Sui-, Tang-, Westlichen Xia-, Yuan- und Ming-Dynastie. 
Seit 2001 stehen die Tiantishan-Grotten auf der Liste der Denkmäler der Volksrepublik China in Gansu (5-470).